# Velislav Voutsov
Velislav Ivanov Vutsov (en bulgare : Велислав Иванов Вуцов ; né le 19 juillet 1967) est un entraîneur de football bulgare et ancien footballeur.

## Biographie

### Carrière de joueur (1986-1999)
Velislav Vutsov alias "Vili" ou encore "Vutsata", debute le football au Levski Sofia. Puis évoluera dans plusieurs clubs bulgare comme le Slavia Sofia, le Yantra Gabrovo, le Minyor Pernik, l'Akademik Sofia, le FK Spartak Varna ou encore le Tcherno More Varna.
Il compte également deux expériences à l'étranger en Espagne au Real Avilés et en Autriche à SKN Sankt Pölten.

### Carrière d'entraineur (1999-2024)
Après sa retraite de joueur, Velislav Vutsov deviendra entraineur des équipes suivantes: Spartak Varna, Tcherno More Varna, Marek Dupnitsa, FK Kaliakra Kavarna, Levski Sofia, Slavia Sofia, Botev Plovdiv, FK Tsarsko Selo Sofia, Kroumovgrad et Yantra Gabrovo.

### Consultant sportif
Depuis 2008, en parallèle de sa carrière d'entraineur, il est consultant pour différentes chaines de télévision bulgare.

## Vie privée
Velislav Vutsov est le fils d'Ivan Vutsov (1939-2019), ancien joueur, ancien entraineur et ancien vice-président de la Fédération de football bulgare.
Il est également le père de Svetoslav Vutsov, gardien de but du Slavia Sofia et de l'Équipe de Bulgarie de football.
Vutsov est réputé dans son pays pour son tempérament volcanique, ses diverses déclarations en conférence de presse ainsi que son comportement sur le banc de touche principalement envers les arbitres lui ont valu plusieurs sanctions.